# Gödel, Escher, Bach
Gödel, Escher, Bach: een eeuwige gouden band (Engels: Gödel, Escher, Bach: an Eternal Golden Braid) is een boek van de Amerikaanse natuurkundige en cognitiewetenschapper Douglas Hofstadter uit 1979. In Gödel, Escher, Bach onderzoekt Hofstadter de mogelijkheid van kunstmatige intelligentie. Het ambitieuze populair-wetenschappelijke boek gold van meet af aan als een klassieker en werd in 1980 bekroond met de Pulitzer-prijs.
De drie titelfiguren zijn:
- Kurt Gödel (1906-1978), Oostenrijks/Amerikaans mathematicus en logicus
- Maurits Cornelis Escher (1898-1972), Nederlands graficus en kunstenaar
- Johann Sebastian Bach (1685-1750), Duits musicus en componist.

Op het omslag van het lijvige boekwerk kondigt Hofstadter Gödel, Escher, Bach aan als "een metaforische fuga op mensen en machines in de geest van Lewis Carroll". De thema's muziek, wiskunde, leven en intelligentie zijn in Gödel, Escher, Bach inderdaad verweven op een manier die doet denken aan de fuga's van Bach of aan de prenten van M.C. Escher: thema's en patronen worden herhaald, keren op een vervormde wijze terug of gaan onverwachte verbanden aan. De titel van het boek wordt verder verklaard doordat het voor een groot deel is gewijd aan de wiskundige onvolledigheidsstelling van Kurt Gödel. Dit deel wordt door sommigen gezien als moeilijk te volgen voor niet-wiskundigen.
Variërend op What the tortoise said to Achilles, een verhaal van Lewis Carroll in de vorm van een dialoog dat op speelse wijze de fundamentele problematiek van de logica aan de kaak stelt, wordt elk hoofdstuk van Gödel, Escher, Bach voorafgegaan door een dialoog tussen de twee hoofdrolspelers uit de beroemde paradox van Zeno over Achilles en de schildpad. De dialogen zijn alle opgebouwd volgens de structuur van een bepaald stuk van Bach en dienen volgens Hofstadter als contrapunt voor de hoofdstukken.
Met dit vlechtwerk van thema's probeert Hofstadter de grondgedachte van Gödel, Escher, Bach te verduidelijken: hoe een levenloos, algoritmisch proces iets als leven en geest kan voortbrengen. Hij is hiermee een geestverwant van filosofen als Daniel Dennett die in hun publicaties soortgelijke thema's op een toegankelijke manier proberen te behandelen.
De Nederlandse vertaling uit 1985 is van de hand van Ronald Jonkers.